# Gran Premio de España de Motociclismo de 1984
El Gran Premio de España de Motociclismo de 1984 fue la tercera prueba de la temporada 1984 del Campeonato Mundial de Motociclismo. El Gran Premio se disputó el 6 de mayo de 1984 en el Circuito del Jarama.

## Resultados 500cc
El estadounidense Eddie Lawson consiguió su segunda victoria de la temporada. Lawson no tuvo problemas para vencer en esta carrera por delante de su compatriota Randy Mamola y del francés Raymond Roche.
| Pos.     | Piloto              | Equipo     | Tiempo     | Pts. |
| -------- | ------------------- | ---------- | ---------- | ---- |
| 1        | Eddie Lawson        | Yamaha     | 57:05.350  | 15   |
| 2        | Randy Mamola        | Honda      | +17.630    | 12   |
| 3        | Raymond Roche       | Honda      | +38.560    | 10   |
| 4        | Ron Haslam          | Honda      | +50.190    | 8    |
| 5        | Boet van Dulmen     | Suzuki     | +54.580    | 6    |
| 6        | Gustav Reiner       | Honda      | +55.490    | 5    |
| 7        | Barry Sheene        | Suzuki     | +57.880    | 4    |
| 8        | Reinhold Roth       | Honda      | +58.810    | 3    |
| 9        | Fabio Biliotti      | Honda      | +1:17.750  | 2    |
| 10       | Keith Huewen        | Honda      | +1 Vuelta  | 1    |
| 11       | Chris Guy           | Honda      | +1 Vuelta  |      |
| 12       | Attilio Riondato    | Suzuki     | +1 Vuelta  |      |
| 13       | Peter Sköld         | Honda      | +1 Vuelta  |      |
| 14       | Klaus Klein         | Suzuki     | +2 Vueltas |      |
| 15       | Rob Punt            | Suzuki     | +2 Vueltas |      |
| 16       | Peter Sjöström      | Suzuki     | +2 Vueltas |      |
| 17       | Marco Papa          | Honda      | +2 Vueltas |      |
| 18       | Louis-Luc Maisto    | Honda      | +3 Vueltas |      |
| 19       | José Maria Parra    | Suzuki     | +4 Vueltas |      |
| 20       | Brett Hudson        | Yamaha     | +6 Vueltas |      |
| Ret      | Leandro Becheroni   | Suzuki     | Ret        |      |
| Ret      | Claude Arciero      | Honda      | Ret        |      |
| Ret      | Walter Migliorati   | Suzuki     | Ret        |      |
| Ret      | Franco Uncini       | Suzuki     | Ret        |      |
| Ret      | Sergio Pellandini   | Suzuki     | Ret        |      |
| Ret      | Christian Le Liard  | Chevallier | Ret        |      |
| Ret      | Marco Lucchinelli   | Cagiva     | Ret        |      |
| Ret      | Marco Gentile       | Yamaha     | Ret        |      |
| Ret      | Wolfgang von Muralt | Suzuki     | Ret        |      |
| Ret      | Franck Gross        | Suzuki     | Ret        |      |
| Ret      | Didier de Radiguès  | Chevallier | Ret        |      |
| Ret      | Massimo Broccoli    | Honda      | Ret        |      |
| DNS      | Virginio Ferrari    | Yamaha     | DNS        |      |
| Sources: |                     |            |            |      |

## Resultados 250cc
Primera victoria de su carrera como piloto del español Sito Pons. El piloto de Kobas tuvo un interesante duelo con el francés Christian Sarron y el alemán Anton Mang. En la clasificación general, Pons se pone a liderar la general con un punto de ventaja sobre Sarron.
| Pos. | Piloto                 | Moto        | Tiempo     | Pts. |
| ---- | ---------------------- | ----------- | ---------- | ---- |
| 1    | Sito Pons              | Kobas       | 49:02.990  | 15   |
| 2    | Christian Sarron       | Yamaha      | +2.770     | 12   |
| 3    | Carlos Lavado          | Yamaha      | +3150      | 10   |
| 4    | Alan Carter            | Yamaha      | +3.310     | 8    |
| 5    | Jean-François Baldé    | Pernod      | +3.870     | 6    |
| 6    | Jacques Cornu          | Yamaha      | +9.070     | 5    |
| 7    | Anton Mang             | Yamaha      | +10.300    | 4    |
| 8    | Jacques Bolle          | Pernod      | +25.300    | 3    |
| 9    | Jean-Michel Mattioli   | Chevallier  | +25.600    | 2    |
| 10   | Wayne Rainey           | Yamaha      | +26.750    | 1    |
| 11   | Teruo Fukuda           | Yamaha      | +44.730    |      |
| 12   | Manfred Herweh         | Rotax       | +45.980    |      |
| 13   | Martin Wimmer          | Yamaha      | +46.380    |      |
| 14   | Fausto Ricci           | Yamaha      | +50.640    |      |
| 15   | Loris Reggiani         | Kawasaki    | +51.270    |      |
| 16   | Gabriel Gabria         | Yamaha      | +1:04.440  |      |
| 17   | Mario Rademeyer        | Yamaha      | +1:15.480  |      |
| 18   | Stéphane Mertens       | Yamaha      | +1:16.420  |      |
| 19   | Richard Hubin          | Yamaha      | +1:16.680  |      |
| 20   | Thierry Espié          | Chevallier  | +1:24.510  |      |
| 21   | Massimo Matteoni       | Yamaha      | +1 Vuelta  |      |
| 22   | Neil Robinson          | MBA         | +1 Vuelta  |      |
| 23   | Luis Miguel Reyes      | JJ Cobas    | +1 Vuelta  |      |
| 24   | Patrick Fernandez      | Bartol      | +1 Vuelta  |      |
| 25   | Juan Garriga           | Yamaha      | +2 Vueltas |      |
| Rets | Carlos Cardús          | Rotax       | Ret        |      |
| Rets | Antonio García         | Kobas-Rotax | Ret        |      |
| Rets | Jean-Louis Guignabodet | Yamaha      | Ret        |      |
| Rets | Karl-Thomas Grässel    | Römer       | Ret        |      |
| Rets | Roland Freymond        | Yamaha      | Ret        |      |
| Rets | Donnie McLeod          | Yamaha      | Ret        |      |
| Rets | Ángel Nieto            | JJ Cobas    | Ret        |      |
| Rets | René Delaby            | Yamaha      | Ret        |      |
| Rets | Ivan Palazzese         | Yamaha      | Ret        |      |
| Rets | Hervé Guilleux         | Yamaha      | Ret        |      |
| Rets | David Floyd Busby      | Rotax       | Ret        |      |

## Resultados 125cc
El español Ángel Nieto se adjudicó la segunda carrera de la temporada del octavo de litro. El piloto de Garelli tuvo una dura pugna con su compañero de equipo Eugenio Lazzarini y se impuso justo encima de la línea de meta. El suizo Hans Müller cerró el podio.
| Pos. | Piloto             | Moto      | Tiempo     | Pts. |
| ---- | ------------------ | --------- | ---------- | ---- |
| 1    | Ángel Nieto        | Garelli   | 48:21.970  | 15   |
| 2    | Eugenio Lazzarini  | Garelli   | +0.180     | 12   |
| 3    | Hans Müller        | MBA       | +14.660    | 10   |
| 4    | Stefano Caracchi   | MBA       | +28.040    | 8    |
| 5    | Manuel Herreros    | MBA       | +31.880    | 6    |
| 6    | Jean-Claude Selini | MBA       | +1:06.180  | 5    |
| 7    | Giuseppe Ascareggi | MBA       | +1:34.880  | 4    |
| 8    | Hubert Abold       | MBA       | +1:39.390  | 3    |
| 9    | Bruno Kneubühler   | MBA       | +1:40.070  | 2    |
| 10   | Ezio Gianola       | MBA       | +1:40.310  | 1    |
| 11   | Bady Hassaine      | MBA       | +1 Vuelta  |      |
| 12   | Willy Pérez        | MBA       | +1 Vuelta  |      |
| 13   | Henk van Kessel    | MBA       | +1 Vuelta  |      |
| 14   | Domenico Brigaglia | MBA       | +1 Vuelta  |      |
| 15   | Willi Hupperich    | MBA       | +1 Vuelta  |      |
| 16   | Johnny Wickström   | MBA       | +1 Vuelta  |      |
| 17   | Peter Baláž        | MBA       | +2 Vueltas |      |
| 18   | Tony Smith         | MBA       | +2 Vueltas |      |
| 19   | Antonio Gasión     | MBA       | +2 Vueltas |      |
| 20   | Ramón Pano         | MBA       | +4 Vueltas |      |
| Ret  | Maurizio Vitali    | MBA       | Ret        |      |
| Ret  | August Auinger     | MBA       | Ret        |      |
| Ret  | Fausto Gresini     | MBA       | Ret        |      |
| Ret  | Luca Cadalora      | MBA       | Ret        |      |
| Ret  | Miguel Cortes      | Sanvenero | Ret        |      |
| Ret  | Gerhard Waibel     | MBA       | Ret        |      |
| Ret  | Neil Robinson      | MBA       | Ret        |      |
| Ret  | Paolo Gamberini    | MBA       | Ret        |      |
| Ret  | F. Davo            | MBA       | Ret        |      |
| Ret  | Lucio Pietroniro   | MBA       | Ret        |      |
| Ret  | Olivier Liégeois   | MBA       | Ret        |      |
| Ret  | Andrés Sánchez     | MBA       | Ret        |      |
| Ret  | Manuel Hernández   | MBA       | Ret        |      |

## Resultados 80cc
En la categoría menor cilindrada, el italiano Pier Paolo Bianchi se destaca como líder la categoría al llevarse los dos Grandes Premios disputados hasta el momento. El holandés Henk van Kessel y el suizo Hans Müller, que repite podio después del conseguido a 125, fueron segundo y tercero respectivamente.
| Pos. | Piloto               | Moto       | Tiempo     | Pts. |
| ---- | -------------------- | ---------- | ---------- | ---- |
| 1    | Pier Paolo Bianchi   | HuVo-Casal | 40:00.760  | 15   |
| 2    | Henk van Kessel      | HuVo-Casal | +25.390    | 12   |
| 3    | Hans Müller          | Sachs      | +26.870    | 10   |
| 4    | Hubert Abold         | Zündapp    | +27.080    | 8    |
| 5    | Hans Spaan           | Casal      | +47.430    | 6    |
| 6    | Reiner Scheidhauer   | Seel       | +1:36.900  | 5    |
| 7    | Stefan Dörflinger    | Zündapp    | +3:00.300  | 4    |
| 8    | Jorge Martínez Aspar | Derbi      | +1 Vuelta  | 3    |
| 9    | Peter Looijesteijn   | Casal      | +1 Vuelta  | 2    |
| 10   | Reinhard Koberstein  | Seel       | +1 Vuelta  | 1    |
| 11   | Tony Smith           | Casal      | +2 Vueltas |      |
| 12   | Chris Baert          | Eberhardt  | +2 Vueltas |      |
| Ret  | Ramon Gali           | Bultaco    | Ret        |      |
| Ret  | Theo Timmer          | Casal      | Ret        |      |
| Ret  | Manuel Herreros      | HuVo-Casal | Ret        |      |
| Ret  | Gerhard Waibel       | Real       | Ret        |      |
| Ret  | Henrique Sande       | Carmona    | Ret        |      |
| Ret  | Daniel Mateos        | Autisa     | Ret        |      |
| Ret  | Jorge Jiménez        | HuVo-Casal | Ret        |      |
| Ret  | Joaquin Gali         | Bultaco    | Ret        |      |
| Ret  | Gerhard Bauer        | Ziegler    | Ret        |      |
| Ret  | Paulo Cegarra        | HuVo-Casal | Ret        |      |